# HD 114729
HD 114729 to gwiazda typu żółty karzeł, podobna do Słońca, położona w gwiazdozbiorze Centaura. Jest oddalona o około 114 lat świetlnych. 
W 2003 roku poinformowano o odkryciu planety HD 114729 b orbitującej wokół gwiazdy HD 114729 w średniej odległości 2,08 j.a. Masa planety wynosi około 0,84 masy Jowisza.